# Bucovăț (gmina w okręgu Dolj)
Bucovăț – gmina w Rumunii, w okręgu Dolj. Obejmuje miejscowości Bucovăț, Cârligei, Italieni, Leamna de Jos, Leamna de Sus, Palilula i Sărbătoarea. W 2011 roku liczyła 4213 mieszkańców.